# Chu Hiển vương
Chu Hiển Vương (chữ Hán: 周顯王; trị vì: 368 TCN - 321 TCN), tên thật là Cơ Biển (姬扁), là vị vua thứ 35 của nhà Chu trong lịch sử Trung Quốc.

## Thân thế
Ông là con trai thứ của Chu An Vương – vua thứ 33 nhà Chu và là em của Chu Liệt Vương – vua thứ 34 nhà Chu. 

## Chiến tranh giữa Đông Chu và Tây Chu
Năm 367 TCN, Hà Nam Uy công (con Hà Nam Hoàn công) mất, hai con là công tử Căn và công tử Chiêu tranh đoạt ngôi vị với nhau. Hai nước Hàn Triệu dùng vũ lực lập công tử Căn ở đất Củng, tức là Đông Chu Huệ công, còn công tử Chiêu lên làm Tây Chu công. Chu Hiển Vương không biết phân xử thế nào đành chấp nhận không nhắc tới. Từ đó đất Chu phân chia thành 2 nước Tây Chu và Đông Chu.

## Lệ thuộc nước Tần
Nhà Chu khi đó đã rất suy yếu, địa giới lại tiếp giáp với nước Tần có thế lực rất mạnh. Năm 364 TCN, Tần Hiến Công xưng bá, Chu Hiển Vương sai người đến chúc mừng. Sau đó ông còn ủy thác việc tế tự Chu Văn Vương, Chu Vũ Vương cho vua Tần.
Năm 344 TCN, con Tần Hiến Công là Tần Hiếu Công dùng biến pháp của Thương Ưởng, phát triển càng mạnh. Vua Tần hội chư hầu tại đất nhà Chu.
Năm 336 TCN thời con Hiếu công là Tần Huệ Văn Công, Chu Hiển Vương lại trao việc tế tự Chu Văn Vương, Chu Vũ Vương cho vua Tần.
Năm 325 TCN, vua Tần xưng vương, tức là Tần Huệ Văn Vương, các chư hầu sau đó đều ra mặt xưng vương, không còn tôn trọng nhà Chu nữa.
Năm 321 TCN, Chu Hiển vương qua đời. Ông ở ngôi 47 năm. Con ông là Cơ Định lên nối ngôi, tức là Chu Thận Tĩnh Vương.